# Erzbistum Cincinnati
Das Erzbistum Cincinnati (lat.: Archidioecesis Cincinnatensis) ist eine Erzdiözese der römisch-katholischen Kirche mit Sitz in Cincinnati.
Es wurde am 19. Juni 1821 von Papst Pius VII. aus dem Bistum Bardstown (heute Erzbistum Louisville) herausgetrennt und als eigenständiges Bistum begründet. Dem Erzbistum Baltimore als Suffraganbistum unterstehend, gab es am 8. März 1833 einige Gebiete zur Errichtung des Bistums Detroit ab. Nachdem es am 23. April 1847 noch einmal einige Gebiete zur Gründung des Bistums Cleveland abgegeben hatte, wurde es am 19. Juli 1850 selbst zum Erzbistum mit Metropolitansitz erhoben. Darüber hinaus trat das Erzbistum Cincinnati am 3. März 1868 Gebiete zur Gründung des Bistums Columbus ab. Die Erzdiözese umfasst heute das Gebiet von 19 Counties im Südwesten des Bundesstaates Ohio.

## Bischöfe von Cincinnati
- Edward Dominic Fenwick OP (1821–1832)
- John Baptist Purcell (1833–1850)

## Erzbischöfe von Cincinnati
- John Baptist Purcell (1850–1883)
- William Henry Elder (1883–1904)
- Henry Moeller (1904–1925)
- John Timothy McNicholas OP (1925–1950)
- Karl Joseph Alter (1950–1969)
- Paul Francis Leibold (1969–1972)
- Joseph Bernardin (1972–1982, dann Erzbischof von Chicago)
- Daniel Edward Pilarczyk (1982–2009)
- Dennis Marion Schnurr (2009–2025)
- Robert Casey (seit 2025)

## Weblinks

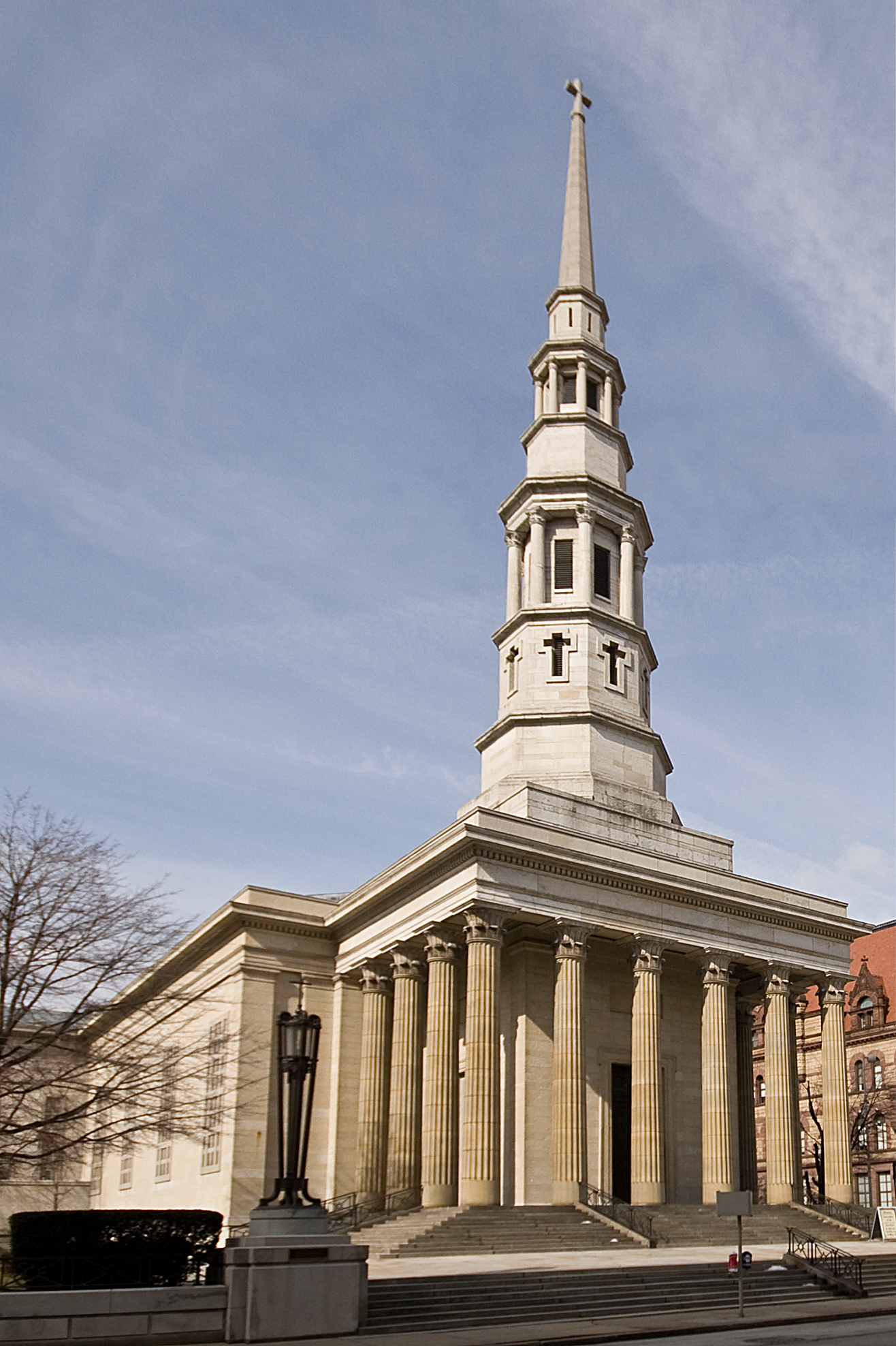
Kathedrale St. Petrus in Ketten, Cincinnati